# RCD Mallorca
Real Club Deportivo Mallorca is een Spaanse voetbalclub van het eiland Mallorca. De club speelt vanaf seizoen 2021-2022 weer op het hoogste niveau van Spanje, de Primera División. RCD Mallorca speelt zijn thuiswedstrijden in Son Moix.

## Geschiedenis
De club werd opgericht op 5 maart 1916 door Adolfo Vázquez. Hij vernoemde de club naar de koning: Junta Directiva del Alfonso XIII FBC. Het eerste stadion, ingewijd op 25 maart 1916, heette Buenos Aires. De openingswedstrijd tegen FC Barcelona werd met 8-0 verloren. Een jaar na de oprichting van de club werd de naam veranderd in Real Sociedad Alfonso XIII en dat bleef zo tot 1931. Toen moest de naam veranderen in verband met de veranderde politieke situatie in Spanje. De toevoeging Real (Spaans voor koninklijk) werd in 1949 aan de toenmalige naam, Club Deportivo Mallorca toegevoegd. Onder leiding van trainer Juan Carlos Lorenzo promoveerde de club in 1958 en 1959 twee maal op rij en speelde zo voor het eerst in de hoogste klasse.
RCD Mallorca speelde in totaal 19 seizoenen in de Primera División en 31 jaar in de Segunda División A. De overige seizoenen was de club actief in de lagere divisies Segunda División B (twee jaar) en Tercera División (twaalf jaar). De hoogste positie in de Primera División bereikte RCD Mallorca in de seizoenen 1998/99 en 2000/01, toen de club derde werd. In 1998 was RCD Mallorca verliezend finalist in de Copa del Rey. Hierdoor mocht de club het in de strijd om de Supercopa opnemen tegen FC Barcelona, landskampioen en bekerwinnaar. RCD Mallorca won vervolgens verrassend de Spaanse Supercup. Doordat FC Barcelona in het seizoen 1998/99 deelnam aan de UEFA Champions League, kon RCD Mallorca als verliezend bekerfinalist deelnemen aan de laatste Europa Cup voor Bekerwinnaars. De deelname was een succes, want de club bereikte de finale. Hierin werd echter met 2-1 verloren van Lazio Roma. Naast dit Europese succes presteerde RCD Mallorca ook nationaal goed met een derde plaats. Hiermee plaatste de club zich voor de voorrondes van de Champions League. Het Noorse Molde FK was hierin echter te sterk en RCD Mallorca moest genoegen nemen met deelname aan de UEFA Cup, waarin in het onder meer AFC Ajax uitschakelde. In 2000/01 werd RCD Mallorca wederom derde en ditmaal bereikte de club wel het hoofdtoernooi van de Champions League door in de voorronde het Kroatische Hajduk Split te verslaan. In een groep met Panathinaikos FC, Arsenal FC en Schalke 04 eindigde RCD Mallorca als derde. In 2003 won de club onder leiding van trainer-coach Gregorio Manzano de Copa del Rey ten koste van Recreativo Huelva: 3-0. De goals in de finale kwamen op naam van Walter Pandiani (strafschop) en Samuel Eto'o (2).

## Erelijst
- Kampioen Segunda División A

1960, 1965
- Copa del Rey

2003
- Supercopa

1998
- Europacup II

Finalist: 1999
- Segunda Division B

Kampioen: 2018

## Eindklasseringen
- 1944 1e
Tercera División
- 1945 11e
Segunda División
- 1946 8e
Segunda División
- 1947 5e
Segunda División
- 1948 13e
Segunda División
- 1949 3e
Tercera División
- 1950 11e
Segunda División
- 1951 12e
Segunda División
- 1952 6e
Segunda División
- 1953 8e
Segunda División
- 1954 16e
Segunda División
- 1955 1e
Tercera División
- 1956 2e
Tercera División
- 1957 1e
Tercera División
- 1958 1e
Tercera División
- 1959 1e
Tercera División
- 1960 1e
Segunda División
- 1961 9e
Primera División
- 1962 11e
Primera División
- 1963 13e
Primera División
- 1964 3e
Segunda División
- 1965 1e
Segunda División
- 1966 15e
Primera División
- 1967 5e
Segunda División
- 1968 4e
Segunda División
- 1969 3e
Segunda División
- 1970 15e
Primera División
- 1971 9e
Segunda División
- 1972 12e
Segunda División
- 1973 10e
Segunda División
- 1974 11e
Segunda División
- 1975 17e
Segunda División
- 1976 9e
Tercera División
- 1977 3e
Tercera División
- 1978 18e
Segunda División B
- 1979 13e
Tercera División
- 1980 1e
Tercera División
- 1981 1e
Segunda División B
- 1982 6e
Segunda División
- 1983 3e
Segunda División
- 1984 17e
Primera División
- 1985 7e
Segunda División
- 1986 3e
Segunda División
- 1987 10e
Primera División
- 1988 18e
Primera División
- 1989 4e
Segunda División
- 1990 10e
Primera División
- 1991 15e
Primera División
- 1992 20e
Primera División
- 1993 4e
Segunda División
- 1994 5e
Segunda División
- 1995 12e
Segunda División
- 1996 3e
Segunda División
- 1997 3e
Segunda División
- 1998 5e
Primera División
- 1999 3e
Primera División
- 2000 10e
Primera División
- 2001 3e
Primera División
- 2002 16e
Primera División
- 2003 9e
Primera División
- 2004 11e
Primera División
- 2005 17e
Primera División
- 2006 12e
Primera División
- 2007 12e
Primera División
- 2008 7e
Primera División
- 2009 9e
Primera División
- 2010 5e
Primera División
- 2011 17e
Primera División
- 2012 8e
Primera División
- 2013 18e
Primera División
- 2014 17e
Segunda División
- 2015 16e
Segunda División
- 2016 17e
Segunda División
- 2017 20e
Segunda División
- 2018 1e
Segunda División B
- 2019 5e
Segunda División
- 2020 19e
Primera División
- 2021 2e
Segunda División
- 2022 16e
Primera División
- 2023 9e
Primera División
- 2024 15e
Primera División
- 2025 10e
Primera División

- Primera División
- Segunda División
- Segunda División B
- Tercera División

## Mallorca in Europa
Uitslagen vanuit gezichtspunt RCD Mallorca
| Seizoen                                                     | Competitie       | Ronde         | Land                 | Club                   | Totaalscore | 1e W    | 2e W         | PUC  |
| ----------------------------------------------------------- | ---------------- | ------------- | -------------------- | ---------------------- | ----------- | ------- | ------------ | ---- |
| 1998/99                                                     | Europacup II     | 1R            | Vlag van Schotland   | Heart of Midlothian FC | 2-1         | 1-0 (U) | 1-1 (T)      | 14.0 |
|                                                             |                  | 1/8           | Vlag van België      | KRC Genk               | 1-1 u       | 1-1 (U) | 0-0 (T)      | 14.0 |
|                                                             |                  | 1/4           | Vlag van Kroatië     | NK Varteks             | 3-1         | 0-0 (U) | 3-1 (T)      | 14.0 |
|                                                             |                  | 1/2           | Vlag van Engeland    | Chelsea FC             | 2-1         | 1-1 (U) | 1-0 (T)      | 14.0 |
|                                                             |                  | F             | Vlag van Italië      | Lazio Roma             | 1-2         | 1-2     | < Birmingham | 14.0 |
| 1999/00                                                     | Champions League | 3Q            | Vlag van Noorwegen   | Molde FK               | 1-1 u       | 0-0 (U) | 1-1 (T)      | 15.0 |
| 1999/00                                                     | UEFA Cup         | 1R            | Vlag van Tsjechië    | SK Sigma Olomouc       | 3-1         | 3-1 (U) | 0-0 (T)      | 15.0 |
|                                                             |                  | 2R            | Vlag van Tsjechië    | FK Teplice             | 5-1         | 2-1 (U) | 3-0 (T)      | 15.0 |
|                                                             |                  | 3R            | Vlag van Nederland   | AFC Ajax               | 3-0         | 1-0 (U) | 2-0 (T)      | 15.0 |
|                                                             |                  | 1/8           | Vlag van Frankrijk   | AS Monaco              | 4-2         | 4-1 (T) | 0-1 (U)      | 15.0 |
|                                                             |                  | 1/4           | Vlag van Turkije     | Galatasaray SK         | 2-6         | 1-4 (T) | 1-2 (U)      | 15.0 |
| 2000                                                        | Intertoto Cup    | 2R            | Vlag van Roemenië    | Ceahlaul Piatra Neamt  | 3-4         | 2-1 (T) | 1-3 (U)      | 0.0  |
| 2001/02                                                     | Champions League | 3Q            | Vlag van Kroatië     | HNK Hajduk Split       | 2-1         | 0-1 (U) | 2-0 nv (T)   | 8.0  |
|                                                             |                  | Groep 1C      | Vlag van Engeland    | Arsenal FC             | 2-3         | 1-0 (T) | 1-3 (U)      | 8.0  |
|                                                             |                  | Groep 1C      | Vlag van Griekenland | Panathinaikos FC       | 1-2         | 0-2 (U) | 1-0 (T)      | 8.0  |
|                                                             |                  | Groep 1C (3e) | Vlag van Duitsland   | FC Schalke 04          | 1-4         | 1-0 (U) | 0-4 (T)      | 8.0  |
| 2001/02                                                     | UEFA Cup         | 3R            | Vlag van Tsjechië    | FC Slovan Liberec      | 2-5         | 1-3 (U) | 1-2 (T)      | 8.0  |
| 2003/04                                                     | UEFA Cup         | 1R            | Vlag van Cyprus      | APOEL Nicosia          | 6-3         | 2-1 (U) | 4-2 (T)      | 9.0  |
|                                                             |                  | 2R            | Vlag van Denemarken  | FC Kopenhagen          | 3-2         | 2-1 (U) | 1-1 (T)      | 9.0  |
|                                                             |                  | 3R            | Vlag van Rusland     | Spartak Moskou         | 3-1         | 3-0 (U) | 0-1 (T)      | 9.0  |
|                                                             |                  | 1/8           | Vlag van Engeland    | Newcastle United FC    | 1-7         | 1-4 (U) | 0-3 (T)      | 9.0  |
| Totaal aantal behaalde punten voor UEFA coëfficiënten: 46.0 |                  |               |                      |                        |             |         |              |      |

Zie ook
- Deelnemers UEFA-toernooien Spanje
- Ranglijst van alle clubs die in de diverse Europa Cups zijn uitgekomen

## Bekende spelers

### Nederlanders
- Arnold Bruggink
- Gianni Zuiverloon
- Jonathan de Guzman
- Sander Westerveld

### Belgen
- Kevin Franck
- () Marvin Ogunjimi

### Spanjaarden
- Vicente Engonga
- Francisco Farinós
- Dani García
- Daniel Güiza
- Jordi López
- Albert Luque
- Miguel Ángel Nadal
- Albert Riera
- Marco Asensio
- Enrique Romero
- Miquel Soler
- Mario Suárez
- Diego Tristán
- Juan Carlos Valerón
- Alejandro López de Groot

### Overig
- Fatih Akyel
- Juan Arango
- Angelos Basinas
- Germán Burgos
- Gonzalo Castro Irazábal
- Francisco Copado
- Samuel Eto'o
- Finidi George
- Leonardo Franco
- Tomer Hemed
- Ariel Ibagaza
- Mark Iuliano
- Alhassane Keita
- Lauren
- Maxi López
- Patrick Müller
- Vedat Muriqi
- Matija Nastasić
- Daniel Ngom Komé
- Mike Obiku
- Walter Pandiani
- Bogdan Stelea
- Badou Zaki

## Bekende trainers

### Spanjaarden
- Gregorio Manzano
- Llorenç Serra Ferrer

### Overig
- Héctor Cúper
- Jack Greenwell